# Ярдлі (Пенсільванія)
Ярдлі (англ. Yardley) — місто (англ. borough) в США, в окрузі Бакс штату Пенсільванія. Населення — 2605 осіб (2020).

## Географія
Ярдлі розташоване за координатами 40°14′24″ пн. ш. 74°50′20″ зх. д. / 40.24000° пн. ш. 74.83889° зх. д. (40.240043, -74.838795).  За даними Бюро перепису населення США в 2010 році місто мало площу 2,64 км², з яких 2,42 км² — суходіл та 0,23 км² — водойми.

### Клімат
| Клімат : Ярдлі          | Клімат : Ярдлі | Клімат : Ярдлі | Клімат : Ярдлі | Клімат : Ярдлі | Клімат : Ярдлі | Клімат : Ярдлі | Клімат : Ярдлі | Клімат : Ярдлі | Клімат : Ярдлі | Клімат : Ярдлі | Клімат : Ярдлі | Клімат : Ярдлі | Клімат : Ярдлі |
| Показник                | Січ.           | Лют.           | Бер.           | Квіт.          | Трав.          | Черв.          | Лип.           | Серп.          | Вер.           | Жовт.          | Лист.          | Груд.          | Рік            |
| Абсолютний максимум, °C | 22,1           | 25,4           | 30,9           | 34,6           | 35,2           | 35,9           | 39,9           | 37,7           | 36,9           | 32,0           | 27,3           | 24,4           | 39,9           |
| Середній максимум, °C   | 4,6            | 6,4            | 10,9           | 17,7           | 22,9           | 28,1           | 30,5           | 29,5           | 25,7           | 19,4           | 13,3           | 7,1            | 18,1           |
| Середня температура, °C | −0,1           | 1,4            | 5,5            | 11,5           | 16,7           | 22,0           | 24,6           | 23,7           | 19,7           | 13,2           | 7,9            | 2,5            | 12,4           |
| Середній мінімум, °C    | −4,7           | −3,5           | 0,1            | 5,3            | 10,4           | 15,8           | 18,7           | 17,8           | 13,7           | 7,1            | 2,6            | −2,1           | 6,8            |
| Абсолютний мінімум, °C  | −23,6          | −19,1          | −15,5          | −7,7           | 0,9            | 5,3            | 8,8            | 5,8            | 2,2            | −3,8           | −11            | −17,6          | −23,6          |
| Норма опадів, мм        | 90             | 71             | 108            | 101            | 107            | 112            | 134            | 108            | 113            | 95             | 91             | 104            | 1235           |
| Вологість повітря, %    | 65.4           | 61.4           | 57.5           | 56.6           | 61.7           | 65.7           | 66.0           | 68.1           | 69.3           | 68.3           | 66.6           | 66.2           | 64.4           |
| ----------------------- | -------------- | -------------- | -------------- | -------------- | -------------- | -------------- | -------------- | -------------- | -------------- | -------------- | -------------- | -------------- | -------------- |
| Джерело: PRISM          |                |                |                |                |                |                |                |                |                |                |                |                |                |

## Демографія
Згідно з переписом 2010 року, у селищі мешкали 2434 особи в 1143 домогосподарствах у складі 645 родин. Густота населення становила 921 особа/км².  Було 1218 помешкань (461/км²).
Расовий склад населення:
| - 91,4 % — білих - 3,5 % — чорних або афроамериканців - 2,6 % — азіатів |

До двох чи більше рас належало 1,9 %. Частка іспаномовних становила 2,5 % від усіх жителів.
За віковим діапазоном населення розподілялося таким чином: 18,7 % — особи молодші 18 років, 67,6 % — особи у віці 18—64 років, 13,7 % — особи у віці 65 років та старші. Медіана віку мешканця становила 42,7 року. На 100 осіб жіночої статі у селищі припадало 91,7 чоловіків;  на 100 жінок у віці від 18 років та старших — 87,0 чоловіків також старших 18 років.
Середній дохід на одне домашнє господарство  становив 106 591 долар США (медіана — 79 188), а середній дохід на одну сім'ю — 139 989 доларів (медіана — 117 500). Медіана доходів становила 79 643 долари для чоловіків та 60 781 долар для жінок. За межею бідності перебувало 3,7 % осіб, у тому числі 4,3 % дітей у віці до 18 років та 0,0 % осіб у віці 65 років та старших.
Цивільне працевлаштоване населення становило 1396 осіб. Основні галузі зайнятості: освіта, охорона здоров'я та соціальна допомога — 29,7 %, науковці, спеціалісти, менеджери — 16,9 %, роздрібна торгівля — 12,8 %, виробництво — 10,2 %.